# Лесьники (Венґровський повіт)
Лесьники (пол. Leśniki) — село в Польщі, у гміні Коритниця Венґровського повіту Мазовецького воєводства.
Населення — 180 осіб (2011).
У 1975-1998 роках село належало до Седлецького воєводства.

## Демографія
Демографічна структура станом на 31 березня 2011 року:
|          | Загалом | Допрацездатний вік | Працездатний вік | Постпрацездатний вік |
| -------- | ------- | ------------------ | ---------------- | -------------------- |
| Чоловіки | 96      | 15                 | 61               | 20                   |
| Жінки    | 84      | 18                 | 42               | 24                   |
| Разом    | 180     | 33                 | 103              | 44                   |